# Liste der Kirchengebäude im Dekanat Werdenfels-Rottenbuch
Die Liste der Kirchengebäude im Dekanat Werdenfels-Rottenbuch listet die Kirchengebäude im Dekanat Werdenfels-Rottenbuch im Erzbistum München und Freising, welches 2024 aus den vorherigen Dekanaten Werdenfels und Rottenbuch gebildet wurde.